# Dana Andrews

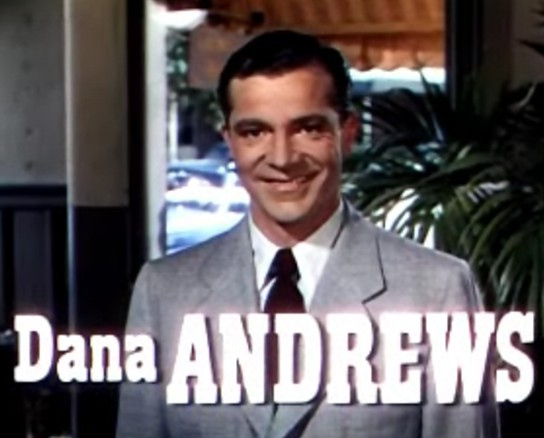

Carver Dana Andrews (n. 1 ianuarie 1909, Comitatul Covington, Mississippi – d. 17 decembrie 1992, Los Alamitos, California) a fost un actor de film american. A fost unul dintre marii actori de la Hollywood din anii 1940 și a continuat să apară în filme, deși de obicei în roluri mai puțin prestigioase, până în anii 1980.

## Filmografie selectivă
- 1940 The Westerner
- 1940 Lucky Cisco Kid
- 1940 Sailor's Lady
- 1940 Kit Carson
- 1941 Tobacco Road
- 1941 Belle Starr
- 1941 Ball of Fire
- 1941 Swamp Water
- 1942 Berlin Correspondent
- 1943 Crash Dive
- 1943 The Ox-Bow Incident, regia William A. Wellman
- 1943 Steaua Nordului (The North Star), regia Lewis Milestone
- 1943 December 7th
- 1944 Up in Arms (Up in Arms)
- 1944 Inima purpurie (The Purple Heart)
- 1944 Wing and a Prayer
- 1944 Laura, regia Otto Preminger
- 1945 State Fair
- 1945 Fallen Angel
- 1945 A Walk in the Sun
- 1946 Canyon Passage
- 1946 Cei mai frumoși ani ai vieții noastre (The Best Years of Our Lives), regia William Wyler
- 1947 Daisy Kenyon (Daisy Kenyon)
- 1947 Boomerang
- 1948 Night Song
- 1948 Cortina de fier (The Iron Curtain), regia William Wellman
- 1948 No Minor Vices
- 1948 Deep Waters
- 1949 My Foolish Heart
- 1949 Sword in the Desert
- 1949 The Forbidden Street

- 1950 Where the Sidewalk Ends
- 1950 Edge of Doom
- 1951 Sealed Cargo
- 1951 The Frogmen
- 1951 I Want You
- 1952 Assignment: Paris
- 1954 Elephant Walk
- 1954 Three Hours to Kill
- 1954 Duel in the Jungle
- 1955 Strange Lady in Town
- 1955 Smoke Signal
- 1956 While the City Sleeps
- 1956 Comanche
- 1956 Beyond a Reasonable Doubt
- 1957 Zero Hour!
- 1957 Spring Reunion
- 1957 Night of the Demon, regia Jacques Tourneur
- 1958 Enchanted Island
- 1958 The Fearmakers

- 1960 The Crowded Sky
- 1962 Madison Avenue
- 1963 The Twilight Zone: "No Time Like the Past"
- 1965 In Harm's Way
- 1965 The Satan Bug
- 1965 Brainstorm
- 1965 Berlin, Appointment for the Spies
- 1965 Fisură în Pământ (Crack in the World), regia Andrew Marton
- 1965 Town Tamer
- 1965 Battle of the Bulge
- 1965 The Loved One
- 1966 The Frozen Dead (The Frozen Dead), regia Herbert J. Leder
- 1966 Johnny Reno
- 1967 Hot Rods to Hell
- 1967 Il Cobra (The Cobra)
- 1968 Brigada diavolului (The Devil's Brigade), regia Andrew V. McLaglen

- 1972 Innocent Bystanders
- 1974 Aeroport '75 (Airport 1975), regia Jack Smight
- 1975 Cursă grea (Take a Hard Ride), regia Antonio Margheriti
- 1976 Ultimul magnat (The Last Tycoon)
- 1978 Good Guys Wear Black
- 1978 A Tree, a Rock, a Cloud
- 1978 Born Again
- 1979 The Pilot

- 1980 Ike (Ike: The War Years) - film TV
- 1984 Prince Jack